# Staveley, Derbyshire
Staveley är en stad och civil parish i  i Chesterfield i Derbyshire i England. Orten har 25 763 invånare (2001).